# بريان ماي (سياسي)
بريان ماي هو سياسي كندي، ولد في 19 سبتمبر 1974 في جيلف في كندا. حزبياً، نشط في الحزب الليبرالي الكندي. وقد انتخب عضو مجلس العموم الكندي عن دائرة كامبريدج وقد انضم خلال فترته النيابية ‏ للكتلة البرلمانية الحزب الليبرالي الكندي.